# Стоун, Люси
Люси Стоун (13 августа 1818 — 18 октября 1893) — выдающаяся американская ораторша, аболиционистка и суфражистка, а также ярая защитница и организатор прав женщин. В 1847 году Стоун стала первой женщиной из Массачусетса, получившей высшее образование. Она выступала за права женщин, против рабства, несмотря на лишение возможности выступать публично. Стоун была известна тем, что одна из первых оставила девичью фамилию замужества, несмотря на обычай брать фамилию мужа.

## Деятельность
Организационная деятельность Стоун по защите прав женщин принесла ощутимые результаты в сложной политической обстановке XIX века. Стоун помогла инициировать первую национальную Конвенцию по правам женщин в Вустере, штат Массачусетс, и она поддерживала её ежегодно, наряду с рядом других местных, государственных и региональных конвенций активисток. Стоун выступала перед рядом законодательных органов, чтобы продвигать законы, расширяющие права женщин. Она помогла в создании женской национальной лояльной Лиги, чтобы помочь принять тринадцатую поправку к Конституции США и тем самым отменить рабство, после чего она помогла сформировать Американскую женскую суфражистскую ассоциацию (AWSA), которая поддержала конституционную поправку о женском избирательном праве, завоевав женское избирательное право на государственном и местном уровнях.
Стоун много писала о широком спектре прав женщин, публикуя и распространяя свои выступления и выступления других активисток, а также материалы съездов. Основала и издавала еженедельное издание «Женский журнал», где публиковала и освещала результаты своей деятельности. Стоун в возрасте 21 года поступила в женскую семинарию Маунт-Холиока в 1839 году.